# 小眼紅點鮭
小眼紅點鮭，為輻鰭魚綱鮭形目鮭科的其中一種，為溫帶淡水魚，分布於俄羅斯Enmyvaam及Anadyr河流域，體長可達23.8公分，棲息在底中層水域，生活習性不明。